# سيرجا
سيرجا (بالفارسية: سیرجا) هي قرية تقع في قسم باهوكلات الريفي (مقاطعة تشابهار) في إيران. يقدر عدد سكانها بـ 120 نسمة بحسب إحصاء 2016.